# کالامازو؟
کالامازو؟ (به انگلیسی: Kalamazoo?) یک فیلم کمدی آمریکایی محصول سال ۲۰۰۶ میلادی، به کارگردانی دیوید اومالی و بازی جوزی دیویس، ماییم بیالیک و جوآنا کلر اسکات است که فیلمنامه را نیز نوشته‌است. این فیلم به‌طور کامل در شهر کالامزو، میشیگان فیلمبرداری شده‌است.

## داستان
کارول (جوزی دیویس)، مگی (مییم بیالیک) و جوآن (جوانا کلر اسکات) سه دوست صمیمی هستند که راه‌های متفاوتی را در زندگی خود در پیش گرفته‌اند. دختران برای جشن ۱۰ سالگی فارغ‌التحصیلی خود به کالامازو، میشیگان برمی‌گردند، اما متوجه می‌شوند، کپسول زمانی که در شب فارغ‌التحصیلی آن‌ها قرار داده شده بود وحاوی پیش‌بینی‌هایی بود که آنها از زندگی و آینده خود داشتند؛ قرار است در طی این مراسم باز و خوانده شود. آن‌ها از این که اهداف دست نیافتنی شان برملا شود وحشت زده می‌شوند و تصمیم می‌گیرند هر طور که شده کپسول زمان را بدزدند و آن را نابود کنند. اما آنها باید با زندگی و خاطراتی که پشت سر گذاشتند، از جمله عشق‌های سابق و خانواده، کنار بیایند.

## بازیگران
- ماییم بیالیک در نقش خانم مگی گلدمن
- جوزی دیویس در نقش خانم کارول کاوانا
- جوآنا کلر اسکات در نقش خانم جوآن برانسون
- کلیر بلوم در نقش خانم النور
- چیتا ریورا در نقش خانم گجیانینا
- رینی تیلور در نقش خانم گلدا
- استیون روی در نقش پل
- ناتان اندرسون در نقش استفن
- لری سالیوان در نقش نیت
- جوآن بارون در نقش خانم گلدمن
- دی والاس در نقش سوزان
- مایکل بوتمن در نقش آلبرت

## عوامل فیلم
- دیوید اومالی - کارگردان، تهیه‌کننده اجرایی
- جوآنا کلر اسکات – فیلمنامه‌نویس، تهیه‌کننده
- Dana E. Kowalski – فیلمنامه‌نویس
- ایزابل هولترمن – فیلمنامه‌نویس[۲]